# Lijst van voetbalinterlands België - Kazachstan
Deze lijst van voetbalinterlands is een overzicht van alle officiële voetbalwedstrijden tussen de nationale teams van België en Kazachstan. De landen speelden tot op heden zes keer tegen elkaar. De eerste ontmoeting, een kwalificatiewedstrijd voor het Europees kampioenschap voetbal 2008, werd gespeeld in Brussel op 16 augustus 2006. Het laatste duel, een kwalificatiewedstrijd voor het Europees kampioenschap voetbal 2020, vond plaats op 13 oktober 2019 in Nur-Sultan.

## Wedstrijden
| № | Plaats     | Datum             | Competitie           | Wedstrijd           | Uitslag |
| - | ---------- | ----------------- | -------------------- | ------------------- | ------- |
| 1 | Anderlecht | 16 augustus 2006  | EK 2008 kwalificatie | België – Kazachstan | 0 – 0   |
| 2 | Almaty     | 12 september 2007 | EK 2008 kwalificatie | Kazachstan – België | 2 – 2   |
| 3 | Astana     | 8 oktober 2010    | EK 2012 kwalificatie | Kazachstan – België | 0 – 2   |
| 4 | Brussel    | 7 oktober 2011    | EK 2012 kwalificatie | België – Kazachstan | 4 – 1   |
| 5 | Brussel    | 8 juni 2019       | EK 2020 kwalificatie | België – Kazachstan | 3 – 0   |
| 6 | Nur-Sultan | 13 oktober 2019   | EK 2020 kwalificatie | Kazachstan – België | 0 − 2   |
| 7 | Anderlecht | 7 september 2025  | WK 2026 kwalificatie | België − Kazachstan | −       |
| 8 |            | 15 november 2025  | WK 2026 kwalificatie | Kazachstan − België | −       |

## Samenvatting
| Competitie      | Totaal gespeeld | Winst België | Gelijk | Winst Kazachstan | Doelsaldo België – Kazachstan |
| --------------- | --------------- | ------------ | ------ | ---------------- | ----------------------------- |
| EK-kwalificatie | 6               | 4            | 2      | 0                | 13 − 3                        |
| WK-kwalificatie | 0               | 0            | 0      | 0                | 0 − 0                         |
| Totaal          | 6               | 4            | 2      | 0                | 13 − 3                        |

Wedstrijden bepaald door strafschoppen worden, in lijn met de FIFA, als een gelijkspel gerekend.

## Details

### Eerste ontmoeting
| België | 0 – 0 | Kazachstan |
|        | goals |            |

### Tweede ontmoeting
| Kazachstan                                | 2 – 2 | België                                |
| Dmitri Bjakov 39' Samat Smakov 77' (pen.) | goals | 13' Karel Geraerts 24' Kevin Mirallas |

### Derde ontmoeting
| Kazachstan | 0 – 2 | België                                  |
|            | goals | 52' Marvin Ogunjimi 70' Marvin Ogunjimi |

### Vierde ontmoeting
| België                                                                          | 4 – 1 | Kazachstan                    |
| Timmy Simons 40' (pen.) Eden Hazard 43' Vincent Kompany 49' Marvin Ogunjimi 84' | goals | 86' (pen.) Kayrat Nurdauletov |

KBVB · A-internationals · Selecties · Statistieken · Bondscoaches · Belgisch vrouwenelftal · Olympisch elftal · België U21 · België U20 · België U19 · België U18 · België U17 · België U16 · Vrouwen U19 · Vrouwen U17
Albanië ·
Algerije ·
Andorra ·
Argentinië ·
Armenië ·
Australië ·
Azerbeidzjan ·
Bosnië en Herzegovina · 
Brazilië ·
Bulgarije ·
Burkina Faso ·
Canada ·
Chili ·
Colombia ·
Costa Rica ·
Cyprus ·
DDR ·
Denemarken ·
Duitsland ·
Egypte ·
El Salvador ·
Engeland ·
Estland ·
Faeröer ·
Finland ·
Frankrijk ·
Gabon ·
Gibraltar ·
Griekenland ·
Hongarije ·
Ierland ·
IJsland ·
Irak ·
Israël ·
Italië ·
Ivoorkust ·
Japan ·
Joegoslavië ·
Kazachstan ·
Kroatië · 
Letland ·
Litouwen ·
Luxemburg ·
Malta ·
Marokko ·
Mexico ·
Montenegro · 
Nederland ·
Noord-Ierland ·
Noord-Macedonië ·
Noorwegen ·
Oekraïne ·
Oostenrijk ·
Panama · 
Paraguay ·
Peru ·
Polen ·
Portugal ·
Qatar ·
Roemenië ·
Rusland ·
San Marino ·
Saoedi-Arabië ·
Schotland ·
Servië ·
Servië en Montenegro ·
Slovenië ·
Slowakije ·
Sovjet-Unie ·
Spanje ·
Tsjechië ·
Tsjecho-Slowakije ·
Tunesië · 
Turkije · 
Uruguay · 
Verenigde Staten · 
Wales · 
Wit-Rusland ·
Zambia · 
Zuid-Korea · 
Zweden · 
Zwitserland
Algerije (2014) ·
Argentinië (2014) · 
Brazilië (2018) · 
Canada (2022) · 
Denemarken (2021) · 
Engeland (2018, 1) · 
Engeland (2018, 2) · 
Finland (2021) · 
Frankrijk (1904) ·
Frankrijk (2018) · 
Ierland (2016) · 
Italië (2016) · 
Italië (2021) · 
Japan (2018) · 
Kroatië (2022) · 
Marokko (2022) · 
Nederland (1985) · 
Panama (2018) ·
Polen (1982) · 
Portugal (2021) · 
Rusland (2014) · 
Rusland (2021) · 
Sovjet-Unie (1982) · 
Tunesië (2018) · 
Verenigde Staten (2014) ·
West-Duitsland (1980) · 
Zuid-Korea (2014)
KFF · A-internationals · Bondscoaches · Statistieken · Kazachs vrouwenelftal · Olympisch elftal · Kazachstan U21 · Kazachstan U20 · Kazachstan U19 · Kazachstan U18 · Kazachstan U17
1992 – 1999 · 2000 – 2009 · 2010 – 2019 · 2020 – 2029
1992 · 1993 · 1994 · 1995 · 1996 · 1997 · 1998 · 1999 · 2000 · 2001 · 2002 · 2003 · 2004 · 2005 · 2006 · 2007 · 2008 · 2009 · 2010 · 2011 · 2012 · 2013 · 2014 · 2015 · 2016 · 2017 · 2018 · 2019 · 2020 · 2021 · 2022 · 2023 ·
2024 · 2025
Albanië ·
Andorra ·
Armenië ·
Azerbeidzjan ·
Bahrein ·
België ·
Bosnië en Herzegovina ·
Bulgarije ·
Burkina Faso ·
China ·
Curaçao ·
Cyprus ·
Denemarken ·
Duitsland ·
Engeland ·
Estland ·
Faeröer ·
Finland ·
Frankrijk ·
Georgië ·
Griekenland ·
Hongarije · 
Ierland ·
IJsland ·
Irak ·
Iran ·
Japan ·
Jordanië ·
Kirgizië ·
Koeweit ·
Kroatië ·
Laos ·
Letland ·
Libanon ·
Libië ·
Liechtenstein ·
Litouwen ·
Litouwen ·
Luxemburg ·
Malta ·
Moldavië ·
Montenegro ·
Nederland ·
Nepal ·
Noord-Ierland ·
Noord-Korea ·
Noord-Macedonië ·
Noorwegen ·
Oekraïne ·
Oezbekistan ·
Oman ·
Oostenrijk ·
Pakistan ·
Palestina ·
Polen ·
Portugal ·
Qatar ·
Roemenië ·  
Rusland ·
San Marino ·
Saoedi-Arabië ·
Schotland ·
Servië ·
Singapore ·
Slovenië ·
Slowakije ·
Syrië ·
Tadzjikistan ·
Thailand ·
Tsjechië ·
Turkmenistan ·
Turkije ·
Verenigde Arabische Emiraten ·
Vietnam ·
Wales ·
Wit-Rusland ·
Zuid-Korea ·
Zweden